# ترتيل القرآن
ترتيل القرآن أو الترتيل في القرآن التَرتيل في اللغة مرادفة لترنيمة، وفي تجويد القرآن، يشير إلى أسلوب قراءة «بترتيب سليم» و«بدون تسرع» وهو التأني فيه والتمهل، وإظهار الحروف والحركات، فذلك عون على فهم القرآن وتدبره، ومتضمنات الترتيل وأركانه ستة وهي: تبيين الكلام المرتل، والتؤدة والتمهل في النطق بأجزاء الكلام المرتل، وإشباع الحروف والحركات، وحسن التنسيق، وأن يكون ذلك كله بغير بغي، وأن يكون ذلك على نحو مستملح مستطاب، والسكينة والوقار، ولا شك أن الترتيل يقتضي أن تكون القراءة أطول من المقروء وهذا سمت النبي في ترتيله، والترتيل مطلوب من القارئ في الدنيا والاخرة، ويمثل المد أساس هيئة التغني الواضحة والمميزة للقران من أحكام التجويد (الترتيل)، ومراتب الترتيل هي: التحقيق، والحدر، والتدوير.

## التعريف
الترتيل: مأخوذ من اتّساق الشيء وانتظامه على استقامة، وتعني إرسال الكلمة من الفم بسهولة واستقامة، ومنه قوله تعالى: ﴿أَوْ زِدْ عَلَيْهِ وَرَتِّلِ الْقُرْآنَ تَرْتِيلًا ۝٤﴾ [المزمل:4].
القرآن: مصدر قرأ يقرأ قراءةً أو قرآناً، وهو "كلام الله المعجز، المنزل على النبي محمد المتعبد بتلاوته".
الترتيل في القرآن: هو التأني فيها والتمهل، وتبيين وإظهار الحروف والحركات، تشبيها بالثغر المرتل الذي ليس بين ثناياه افتراق كبير، فيقرأه على تمهل؛ فذلك عون على فهم القرآن وتدبره، وهو المطلوب من قراءة القرآن، ويكون بالتعلم والدرس، وهو أيضًا المصطلح المستخدم لتحديد القواعد التي تشرح التلاوة الصحيحة للقرآن بالطريقة التي أنزلها جبريل على النبي محمد في علم التجويد.

## أركان الترتيل

### ‌‌أولاً: تبيين الكلام المرتل
ويكون بتبيين الحروف والحركات المكونة للكلام، قال ابن عباس في قوله عز وجل: ﴿وَرَتِّلِ الْقُرْآنَ تَرْتِيلًا﴾ [المزمل:4]، قال: بينه تبيينا.
‌‌ وقد أكد الأمر بالترتيل والإخبار عنه في ايتي الفرقان والمزمل بالمصدر، وذلك لأنه يدل على المبالغة على وجه لا يلتبس فيه بعض الحروف ببعض.
وهذا التبيين في قراءة المرتل، يجب أن يكون بحيث يتميز كل حرف عن الآخر، ولا يتميز عن الآخر إلا إذا عرف حق الحرف ومستحقه (التجويد)، ولا يكون ذلك بالضرورة بالتوصيف العلمي الذي درج عليه المتأخرون، بل بالتطبيق العملي، فقد كان النبي يعلمهم هذا على هيئة دقيقة وعملياً، على أن معظم أحكام التجويد كان معروفاً عند العرب بسليقتهم اللغوية.
بل ما ذكره الفخر الرازي في تفسيره من أن المختار عندنا أن اشتباه الضاد بالظاء لا يبطل الصلاة ويدل عليه أن المشابهة حاصلة فيهما جداً، والتميز عسير فوجب أن يسقط التكليف بالفرق وبيان المشابهة، وإذا ثبت هذا فنقول لو كان الفرق معتبراً، لوقع السؤال عنه في زمن رسول الله وأزمنة الصحابة، لا سيما عند دخول العجم، فلما لم ينقل وقوع السؤال عن هذا البتة، علمنا أن التمييز بين هذين الحرفين ليس في محل التكليف.
ويجب على المرء أن يأخذ في الاعتبار فصل ووصل الكلمات والجمل، إن تفسير الآية المذكورة عند ابن كثير هو «تلاوة القرآن ببطء وتوضيح الحروف، فهذا يساعد في فهم القرآن والتأمل في معناه»، وينسب إلى علي بن أبي طالب قوله «الترتيل: هو تجويد الحروف ومعرفة الوقوف».
والترتيل له مكانته في آداب تلاوة القرآن، إذ ينصح «قراءته بتؤدة وترتيل وتحسين الصوت لأن ذلك أعون على الفهم».
والترتيل في اصطلاح علماء التجويد معناه أن يلفِظَ الحروف كما ينبغِى من غير إسراعٍ كلما أنهى حرفاً جاء بالذى بعدَه مع الإتيان بالحرف كما ينبغى الإتيان بحقه».

### ‌‌ثانياً: التؤدة والتمهل في النطق بأجزاء الكلام المرتل
سواءً كانت حركات وحروفا، حتى كأن الناطق به يقرؤه حرفاً حرفا، فمعنى (رتل) أي: انبذه حرفاً حرفا، والصورة التطبيقية من تعليم النبي لصحابته، ما تعلمته أم سلمة من كيفية ترتيل القرآن، فقد سأل يعلى بن مملك أم سلمة عن قراءة النبي وصلاته فقالت: وما لكم وصلاته؟ كان يصلي ثم ينام قدر ما صلى ثم يصلي قدر ما نام ثم ينام قدر ما صلى حتى يصبح ونعتت له قراءته فإذا هي تنعت قراءة مفسرة حرفاً حرفا.
أي كان يقرأ بحيث يمكن عد حروف ما يقرأ، قال الطيبي: يحتمل وجهين، الأول أن تقول كانت قراءته كيت وكيت والثاني أن تقرأ مرتلة كقراءة النبي، والمراد حسن الترتيل والتلاوة على نعت التجويد.
ومن أقوى أدلة التأني والتؤدة قوله تعالى: ﴿وَقُرْآنًا فَرَقْنَاهُ لِتَقْرَأَهُ عَلَى النَّاسِ عَلَى مُكْثٍ﴾ [الإسراء:106]، وقد استدل البخاري بهذه الآية على الترتيل، وعن كريب قال: سألت ابن عباس عن جهر النبي بالقراءة بالليل، فقال: كان يقرأ في حجرته قراءة لو شاء حافظ أن يتعلمها لتعلمها.
‌‌تسلسل المنهجية: أنكر ابن مسعود على تلاميذه الهذ في القراءة، فعن أبي وائل قال غدونا على عبد الله فقال رجل: قرأت المفصل البارحة فقال: هذا كهذ الشعر، إنا قد سمعنا القراءة وإني لأحفظ القرناء التي كان يقرأ بهن النبي ﷺ ثماني عشرة سورة من المفصل وسورتين من ال حم.
ومثل ذلك ما قاله أبو الدرداء: إياكم والذين يحرفون القران وإياكم والهذاذين بالقران، الذين يهذون القران ويسرعون بقراءته، فإنما مثل ذلك كمثل الأكمة لا أمسكت ماء ولا أنبتت كلأ، قال مجاهد في قوله تعالى: ﴿وَرَتِّلِ الْقُرْآنَ تَرْتِيلًا﴾ [المزمل:4]، أي بعضه على أثر بعض، وقال الشافعي: أقل الترتيل ترك العجلة في القرآن عن الإبانة.
وكذلك مما يستشهد به على تعليم النبي لهم، قال ابن عباس: بت عند خالتي ميمونة، فقام رسول الله فزعاً فاستقى ماء فتوضأ ثم قرأ:﴿إِنَّ فِي خَلْقِ السَّمَاوَاتِ وَالْأَرْضِ وَاخْتِلَافِ اللَّيْلِ وَالنَّهَارِ لَآيَاتٍ لِأُولِي الْأَلْبَابِ ۝١٩٠﴾ [آل عمران:190]، إلى آخر السورة، ثم افتتح البقرة فقرأها حرفاً حرفا حتى ختمها.

### ‌‌ثالثاً: إشباع الحروف والحركات
بحيث تأخذ حقها دون شطط، وهذا ما نطلق عليه (التمكين) ويتم بأن يبين جميع الحروف ويوفيها حقها من الإشباع، وقال ابن حجر في معنى قوله تعالى: ﴿وَرَتِّلِ الْقُرْآنَ تَرْتِيلًا﴾ [المزمل:4]، اقرأه مترسلاً بتبيين الحروف وإشباع الحركات، حتى يكاد المرء يعد الحروف الخارجة من فم القارئ، وأخرج العسكري في المواعظ عن علي قال بينه تبييناً ولا تنثره نثر الدقل، ولا تهذه هذ الشعر، قفوا عند عجائبه وحركوا به القلوب، ولا يكن هم أحدكم آخر السورة.

### ‌‌رابعاً: حسن التنسيق والتنضيد
والمراد التنضيد لعلاقة كل حرف بالآخر، وهذا ما نطلق عليه تحقيق الحروف، ولذا جعل الزجاج أصل الترتيل التفنين والتنسيق وحسن النظام، وقد كان النبي ﷺ يعلمهم التشهد كما يعلمهم السورة من القرآن.

### ‌‌خامساً: أن يكون ذلك كله بغير بغي
فلا يتولد من الحرف آخر، ولا من الحركة حرفاً، فالترتيل في القراءة الترسل فيها والتبيين بغير بغي، وقد كان من عادة السلف أن يفسروا الشيء ببعض معناه، إذ المراد من هذا الأمر التبيين والإفصاح والتحسين، حتى يؤدي القرآن على أكمل وجه، فيظهر حسنه، ويبدو رونقه، وذلك لا يتم إلا بالتجويد.

### ‌‌سادساً: أن يكون ذلك على نحو مستملح مستطاب
في حدود التلقي الذي ضبط وحدد بقواعد موزونة، وهو الذي أمر به النبي ﷺ فقال: زينوا أصواتكم بالقران، وقد كان النبي يعلمهم ذلك عملياً في حلقات الإقراء أو في التبليغ العام، أو في الصلوات الجهرية من فرائض وتطوع، وحسبك أن تكون ثلاث صلوات يعلمهم فيها أداء القران تلقيناً، ومن ذلك ما جاء عن حذيفة قال: أتيت رسول الله صلى الله عليه وسلم ذات ليلة لأصلى بصلاته، فافتتح فقرأ قراءة ليست بالخفية ولا بالرفيعة قراءة حسنة يرتل فيها يسمعنا.

### سابعاً: السكينة والوقار
إذ لا بد منه في الترتيل لتضبطه، وهو ضابط من ضوابط التجويد والتغني.

## ‌‌زمن القراءة حال الترتيل
لا شك أن الترتيل بهذه الأركان يقتضي أن تكون القراءة أطول من المقروء وهذا سمت النبي ﷺ في ترتيله، فعن حفصة قالت: ما رأيت رسول الله في سبحته قاعداً قط حتى كان قبل وفاته بعام فكان يصلي قاعداً ويقرأ بالسورة فيرتلها حتى تكون أطول من أطول منها، وهذا هو المعمول به عند المسلمين في قراءة القرآن ، وإن تفاوت زمن القراءة عندهم.
والترتيل مطلوب من القارئ في الدنيا والاخرة، وقد روى هذا سلسلة القراء فعن عبد الله بن عمرو قال: قال رسول الله ﷺ: يقال لصاحب القرآن اقرأ وارق ورتل كما كنت ترتل في الدنيا فإن منزلتك عن اخر اية تقرؤها، فقوله «ورتل» أي: اقرأ بالترتيل ولا تستعجل بالقراءة كما كنت ترتل في الدنيا من تجويد الحروف ومعرفة الوقوف.

## الترتيل في علم التجويد
الترتيل هو لفظ يشمل التحقيق (الإبطاء) والحدر (الإسراع) والتدوير (التوسط) ويُقصد بالترتيل في علم التجويد تطبيق الأحكام وتحسين اللفظ والصوت ومراعاة الوقف والابتداء.

وقيل حول نشأة الترتيل «ولقد كان المسلمون الأولون لسلامة فطرتهم وسليقتهم العربية، يتولن القرآن تلاوة مرتلة مجودة، كما علمهم إياها الرسول الكريم وكما كان ينتاقلها عن السلف. ولكن بعد أن ابتدأ اختلاط العرب بالأعاجم ..وضع العلماء أصولًا وقواعد لضبط التلاوة، حفاظًا على كتاب الله، وخوفًا من الخطأ فيه. واعتبروا تعلم قواعد الترتيل والتجويد فرض كفاية إن تعلمه البعض سقط عن الباقين.. أما العمل به أي تطبيق قواعده في الكلمات القرآنية ففرض عين على كل قارئ لكتاب الله تعالى.»

## ‌‌العلاقة بين الترتيل والتجويد
وبمقارنة ما فصلناه من أركان الترتيل السبعة بأركان التجويد الثلاثة، وبالمقارنة التي تضمنها الكلام التفصيلي عن أركان الترتيل بتعريف التجويد نصل إلى حقيقة ظاهرة في العلاقة بين الترتيل والتجويد، فالعلاقة بينهما هي المثلية، فترتيل القرآن هو التجويد، إلا أنه اصطلاح حادث، ثم صار يطلق أكثر على التوصيف العلمي الدقيق منه على المطلوب العملي.

## أمثلة على فروع الترتيل التي علمها النبي (المد)
يمثل المد أساس هيئة التغني الواضحة المميزة للقران من أحكام التجويد (الترتيل)، فكان لا بد من الكلام على ما يدل على تعليم النبي لأصحابه هذا الحكم، وقد اعتنى العلماء بإيضاح ذلك، فقد بوب أهل العلم له أبواباً مستقلة، ومنهم الإمام البخاري، مع أن التلقي كاف في الإثبات لذلك، فقد كان يظهر في قراءة النبي ﷺ المد فقد قال قتادة سألت أنس كيف كانت قراءة النبي قال: كانت مدا، وفي لفظ كان يمد مدا، وفي لفظ كان يمد صوته مدا، أي كانت ذات مد، فيطيل الحروف الصالحة للإطالة يستعين بها على التدبر وتذكير من يتذكر.

## ‌‌مراتب الترتيل
وعلى هذا فإن مراتب الترتيل بالمعنى العام ثلاثة: ومحور تقسيمها وحيثيته هو مدى التأني والتؤدة، مع بقاء الأركان الأخرى للترتيل كما هي، فللتأني وللطمأنينة المقبولة في علم القراءة أعلى وأوسط وأدنى.
- فالأعلى اصطلح عليه بالتحقيق أو بالترتيل (بالمعنى الخاص).
- الأوسط يدعى بالتدوير.
- الأدنى يدعى بالحدر.

ولكنها تشترك في جميع أركان الترتيل (بالمعنى العام)، وتتفاوت في ركن واحد هو التأني والتؤدة، كما أنها تتفق جميعاً في الركنيين الأولين من أركان التجويد العملي، وتتفاوت في مدى الإشباع الجائز للحركات والحروف والصفات العارضة التي تتعلق بالركن الثالث من التجويد العملي، ولذا قال العلماء في الفرق بين مراتب الترتيل بعد أن جعلوها كيفيات جائزة للقراءة:

### ‌‌الأولى: التحقيق
وهو إعطاء كل حرف حقه من إشباع المد، وتحقيق الهمزة، وإتمام الحركات، واعتماد الإظهار والتشديدات، وبيان الحروف وتفكيكها، وإخراج بعضها من بعض بالسكت والترتيل والتؤدة، وملاحظة الجائز من الوقوف بلا قصر ولا اختلاس ولا إسكان محرك ولا إدغامه، ويكون لرياضة الألسن وتقويم الألفاظ، ويستحب الأخذ به على المتعلمين من غير أن يتجاوز فيه إلى حد الإفراط بتوليد الحروف من الحركات، وتكرير الراءات، كما قال حمزة لمن سمعه يبالغ في ذلك، أما علمت أن ما فوق البياض برص، وما فوق الجعودة قطط، وما فوق القراءة ليس بقراءة، وكذا يحترز من الفصل بين حروف الكلمة كمن يقف على التاء من نستعين وقفة لطيفة مدعيا أنه يرتل، وهذا النوع من القراءة يظهر في بعض طرق الإمام حمزة وورش بصورة جلية.
‌‌‌‌وقد صرح بمصطلح التحقيق في حديث عزيز، أسنده الداني مما يدل على تعليم النبي ﷺ هذا الأمر بدقة بالغة، فأسند الداني إلى ورش التحقيق، قال:
قرأ على نافع التحقيق، قال نافع: إنه قرأ على الخمسة (ذكر خمسة من مشايخه) التحقيق، قال: وأخبرني الخمسة أنهم قرأوا على عبد الله بن عياش بن أبي ربيعة التحقيق، وأخبرهم عبد الله أنه قرأ على أبي بن كعب رضي الله عنه التحقيق، وأخبره أنه قرأ على رسول الله ﷺ التحقيق، قال: وقرأ رسول الله ﷺ علي التحقيق، ثم قال أبو عمرو: هذا الخبر الوارد بتوقيف قراءة التحقيق من الأخبار الغريبة والسنن العزيزة التي لا توجد روايته إلا عند المكثرين الباحثين، ولا يكتب إلا عند الحفاظ الماهرين، وهو أصل كبير في استعمال قراءة التحقيق وتعلم الاتقان والتجويد، لاتصال سنده وعدالة نقلته، ولا أعلمه يأتي متصلاً إلا من هذا الوجه.

### ‌‌الثانية: الحدر
هو إدراج القراءة وسرعتها وتخفيفها بالقصر والتسكين والاختلاس والبدل والإدغام الكبير وتخفيف الهمزة، ونحو ذلك مما صحت به الرواية مع مراعاة إقامة الإعراب، وتقويم اللفظ، وتمكن الحروف بدون بتر حروف المد، واختلاس أكثر الحركات، وذهاب صوت الغنة، والتفريط إلى غاية لا تصح بها القراءة، ولا توصف بها التلاوة، وهذا النوع يظهر بصورة جلية في بعض طرق مذهب ابن كثير وأبي جعفر، ومن قصر المنفصل كأبي عمرو ويعقوب، ويظهر الفرق جليا بين الترتيل والحدر:
يما يسمعه الناس من الأذان والإقامة، فإن الترتيل يكون في الأذان، والحدر يكون في الإقامة، فعن علي بن أبي طالب قال: كان رسول الله ﷺ يأمرنا أن نرتل الأذان ونحدر الإقامة، ومثله من فعل ابن عمر، ومعنى الترتيل كأنه يقطع الكلام بعضه عن بعض، والحدر هو الإسراع من الحدور ضد الصعود، فالترتيل هنا بالمعنى الخاص هو المبالغة في التأني، وعلى المرتبتين لا بد من إعطاء الحروف حقوقها كما قال الخاقاني، فذو الحذق معطر للحروف حقوقها إذا رتل القران أو كان ذا حدر.

### ‌‌الثالثة: التدوير
وهو التوسط بين المقامين من التحقيق والحدر، وهو الذي ورد عن أكثر الأئمة، وهو مذهب سائر القراء، وهو المختار عند أكثر أهل الأداء، وكل هذه المراتب يصحبها الترتيل إلا أنها تختلف في مدى التؤدة والتأني، ولذلك أشار بعضهم فقال حدود حروف الذكر في لفظ قارئ بحدر وتحقيق ودور مرتلاً، فإني رأيت البعض يتلو القران لا يراعي حدود الحرف وزنا ومنزلا.